# Kaštel Novi
Kaštel Novi is een plaats in de gemeente Kaštela in de Kroatische provincie Split-Dalmatië. De plaats telt 2.184 inwoners (2001).

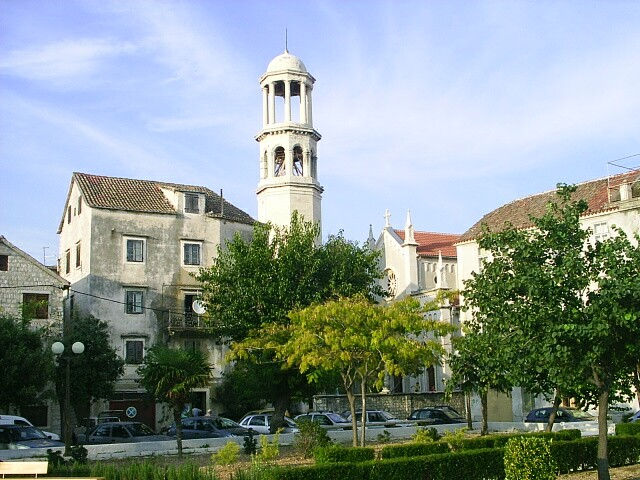
Kaštel Novi